# Srdeční svalovina

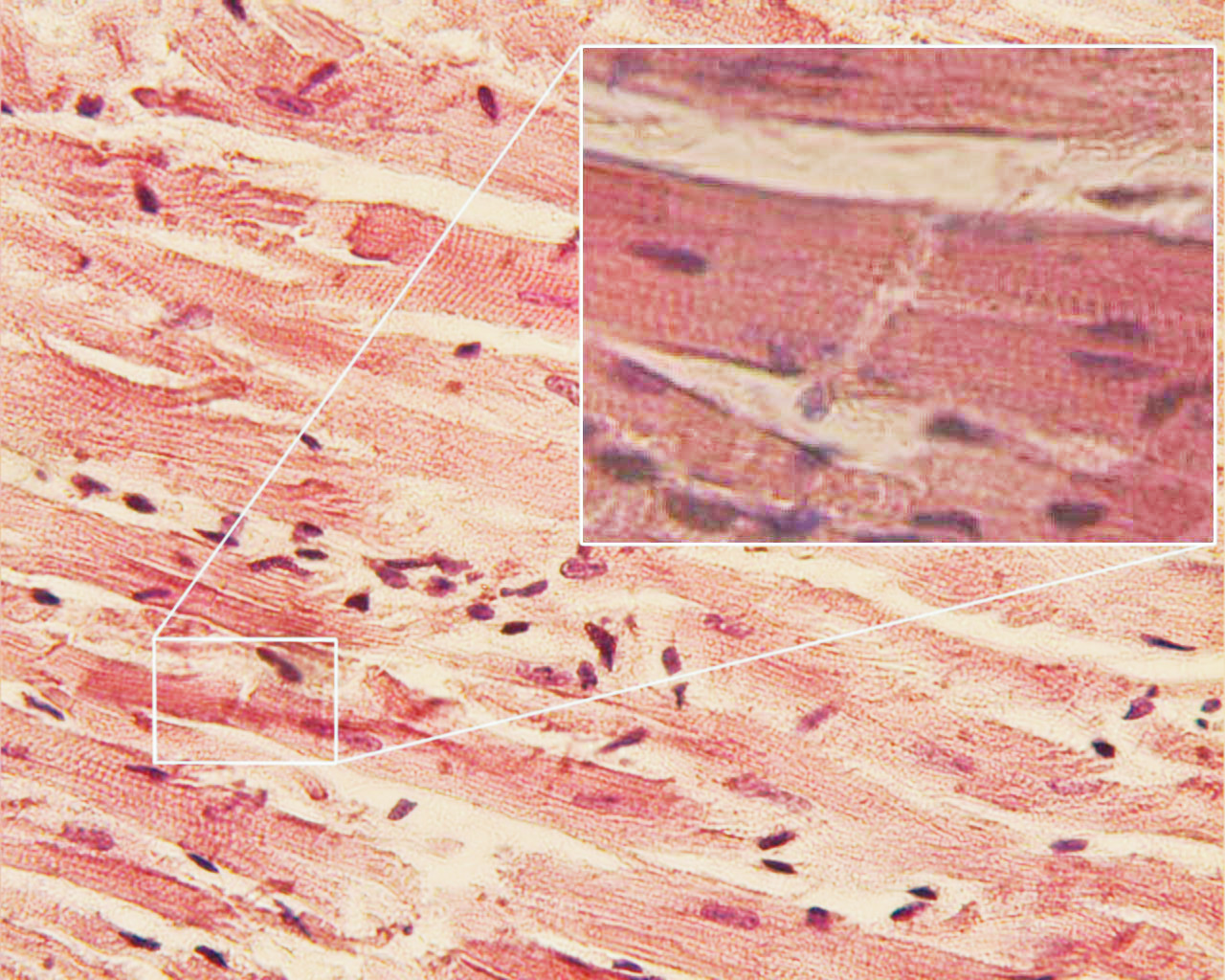
Srdeční svalovina na řezu - linie kolmé na průběh vláken jsou interkalární disky (viz článek)

Srdeční svalovina (též myokard) je typ svaloviny, jež umožňuje pravidelné stahy srdce. Jedná se o nejmohutnější část srdeční stěny, kterou tvoří spolu s epikardem a endokardem. Nejsilnější myokard se nachází v levé komoře srdce, protože zde dochází k vypuzování okysličené krve do velkého krevního oběhu. Srdeční svalovina v sobě spojuje vlastnosti kosterní i hladké svalové tkáně.

## Stavba
Základní buněčnou jednotkou svaloviny srdce je tzv. kardiomyocyt, tedy jednojaderná svalová buňka cylindrického tvaru o rozměrech 90 x 15 μm s množstvím mitochondrií, jež ve své cytoplazmě obsahuje aktin-myosinové myofibrily schopné stahu. Tyto buňky tvoří trojrozměrnou síť , navzájem pospojovaných tzv. interkalárními disky, což jsou komplexy mezibuněčných spojení, pod mikroskopem zřetelné jako světlolomné linie. Celá svalovina je, podobně jako příčně pruhovaná svalovina, hierarchicky oddělená vazivem různé úrovně: endomysium, perimysium a epimysium.
Část svaloviny srdce, tzv. převodní srdeční systém (srdeční automacie), je uzpůsobena k tvorbě a vedení vzruchu, který řídí stahy. Mimo to však má na činnost myokardu vliv sympatikus a parasympatikus, které ovšem neinervují přímo kardiomyocyty, ale ovlivňují buňky převodního srdečního systému svými mediátory.

## Výživa myokardu
Výživa myokardu a obecně celého srdce probíhá díky koronárním tepnám (věnčité tepny), ty vycházejí přímo z hlavní srdeční tepny srdečnice (aorta). Pokud není myokard správně vyživován, dochází ke komplikacím v podobě různých nemocí, zejména:
- Ischemická choroba srdeční (ICHS)
  - Angina pectoris
  - Infarkt myokardu